# Problema aperto
Nelle scienze, un problema aperto, o una questione aperta, è un problema noto che può essere descritto in modo accurato, ma che non è stato ancora risolto (ovvero, non è nota alcuna soluzione al problema). Esempi illustri di problemi aperti da tempo in matematica, che sono stati risolti e chiusi da ricercatori alla fine del ventesimo secolo, sono l'ultimo teorema di Fermat e il teorema dei quattro colori.
Problemi aperti importanti esistono in molti campi, quali l'informatica teorica, l'intelligenza artificiale, la fisica e la matematica. Uno dei più importanti problemi aperti in biochimica è come predire la struttura di una proteina a partire dalla sua sequenza di amminoacidi.